# اچ‌ام‌اس درنای (۱۸۹۶)

{{Infobox ship characteristics
اچ‌ام‌اس درنای (۱۸۹۶) (به انگلیسی: HMS Crane (1896)) یک کشتی بود که طول آن ۲۱۹ فوت ۹ اینچ (۶۶٫۹۸ متر) Length overall بود. این کشتی در سال۱۸۹۶ (میلادی)|۱۸۹۶]] ساخته شد.